# TMS34010

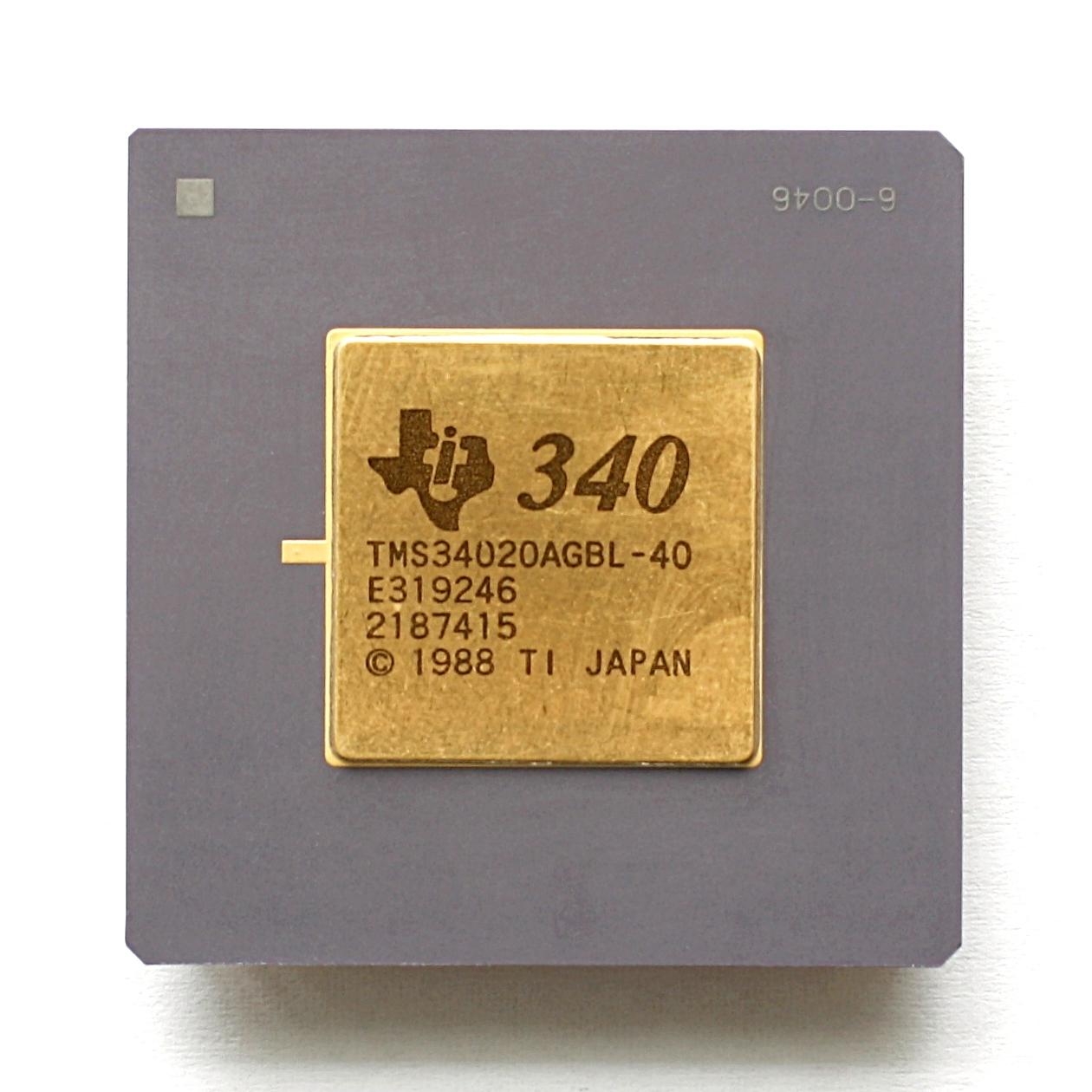
Texas Instruments TMS34020

El TMS34010 , lanzado en 1986, es el primer circuito integrado de procesador gráfico programable.  Es un procesador completo de 32 bits que incluye instrucciones orientadas a gráficos para que pueda servir como una CPU y GPU combinadas, y se usó como tal en una serie de juegos de arcade de alto perfil que incluyen Mortal Kombat y NBA Jam . 
El diseño se llevó a cabo en las instalaciones de Texas Instruments en Bedford , Reino Unido y Houston , Texas, EE. UU. El primer silicio funcionó en Houston en diciembre de 1985, y el primer envío (una placa de desarrollo) se realizó en la estación de trabajo de IBM en Kingston, Nueva York , en enero de 1986. 
El TMS34010 es un procesador de 32 bits direccionable a bits, con dos archivos de registro, cada uno con quince registros de propósito general y compartiendo un decimosexto registro de punteros de pila.  A diferencia de todos los demás microprocesadores hasta ese momento, incluye instrucciones para dibujar en mapas de bits bidimensionales, datos arbitrarios de ancho variable y operaciones aritméticas en datos de píxeles .  El TMS34010 no está limitado a la ejecución de primitivas cableadas, y es capaz de ejecutar cualquier programa de propósito general además de los programas de gráficos.  El TMS34010 es compatible con un compilador C completo compatible con ANSI . 

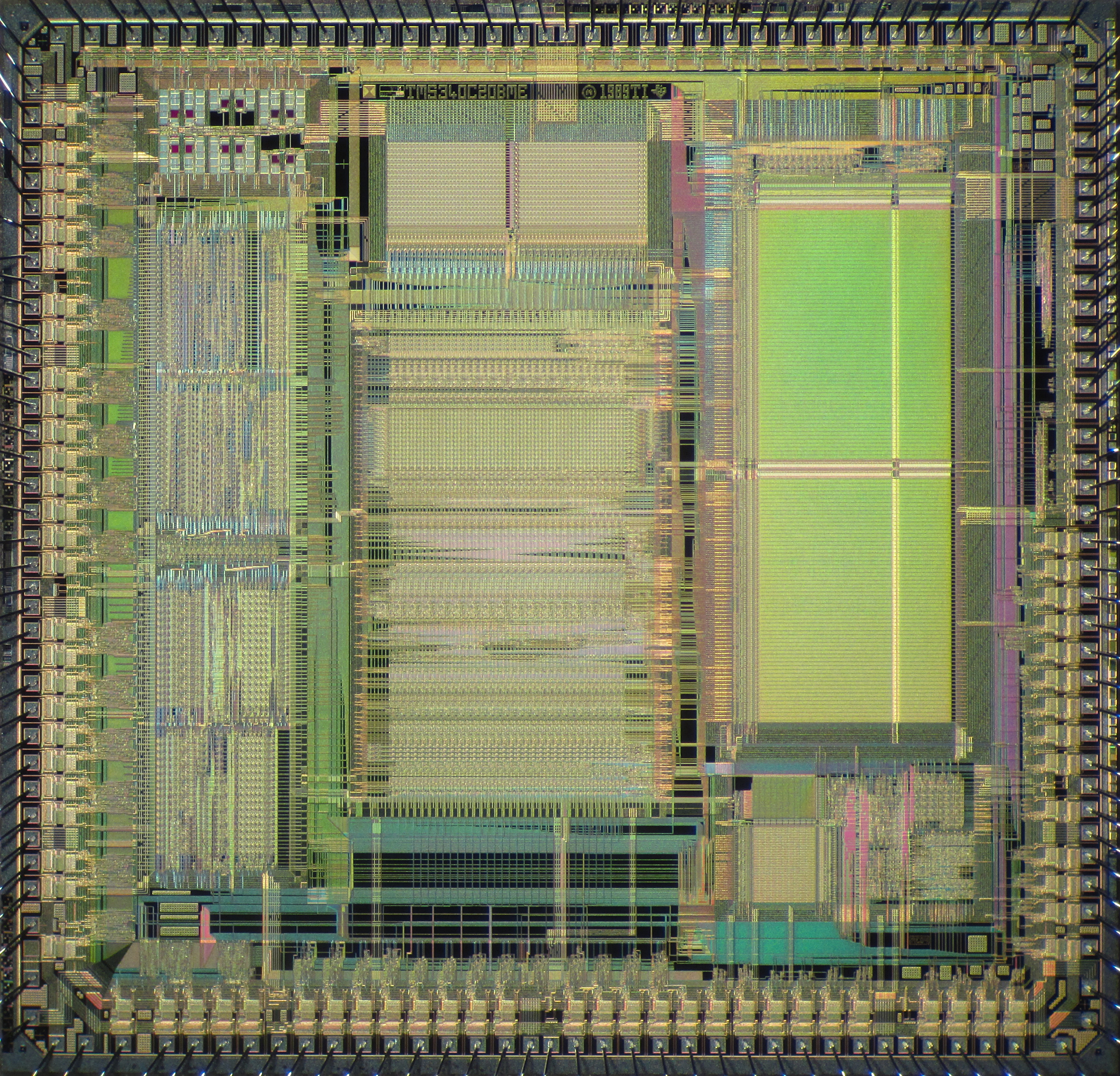
Pastilla de TMS34020

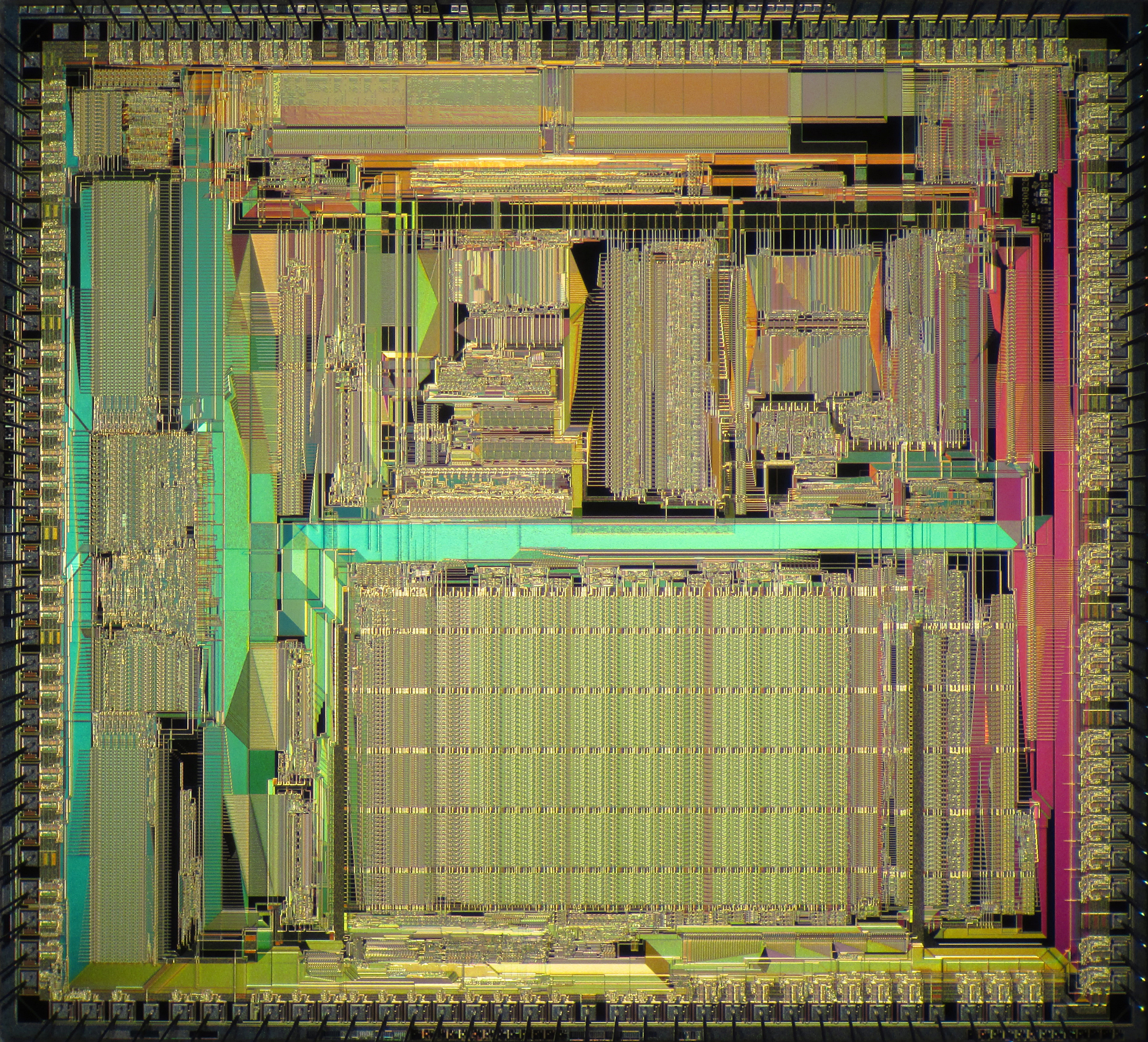
Pastilla de TMS34082

## Usos

### Juegos arcade
El TMS34010 se usó en muchos juegos de arcade desde 1989 hasta 1995.
De los juegos de Atari
- Hard Drivin ' (1989)[3]
- STUN Runner (1989)
- Race Drivin ' (1990)
- Garras de acero (1991)

Desde Williams / Midway
- NARC (1988)
- Smash TV (1990)
- Trog (1990)
- Fuerza de ataque (1991)
- Super High Impact (1991)
- Terminator 2: Judgment Day (1991)
- Carnage total (1992)
- Mortal Kombat (1992)
- Mortal Kombat II (1993)
- NBA Jam(1993)
- WWF WrestleMania (1995)

Desde MicroProse Games
- F-15 Strike Eagle (1991)
- BOTSS - Batalla del Sistema Solar (1992)[4]

Otro
- AmeriDarts (1989)[5]

### Tarjetas de video y aceleradores.
Los chips TMS cumplían con el estándar de Arquitectura de Instrumentos de Texas Instruments de 1989, y se usaron en tableros de coprocesadores de video TIGA de nivel profesional para MS-DOS y Microsoft Windows a principios de los años noventa.  En un artículo de 1991 sobre adaptadores de gráficos, PC Magazine informó que los tableros más rápidos para regenerar imágenes de prueba de AutoCAD se basaban en el TMS34010.
Las tarjetas gráficas SCSI externas Aura Scuzzygraph, Radius PowerView y Radius SuperView para computadoras Apple Macintosh también se basaron en el TMS34010. 

### Intento de consola de juegos
TI realizó un esfuerzo fallido en 1987 y 1988 para convencer a los creadores de juegos como Nintendo y Sega para que escribieran juegos en 3D y crearan un nuevo mercado de consolas .     En 1987, TI proporcionó la primera demostración de juegos 3D en tiempo real con efectos de sonido estéreo en una computadora personal (PC), utilizando una pequeña tarjeta adaptadora TMS34010 (llamada "The Flippy").     El Flippy fue diseñado como la base de un sistema de desarrollo de juegos para consolas y como una tarjeta de juegos para PC por derecho propio. 

## TMS34020
El sucesor del TMS34010, el TMS34020 (1988), proporciona varias mejoras que incluyen una interfaz para un coprocesador de punto flotante de gráficos especiales, el TMS34082 (1989).  La función principal del TMS34082 es permitir que la arquitectura TMS340 genere gráficos tridimensionales (3D) de alta calidad.  El nivel de rendimiento de 60 millones de vértices por segundo fue avanzado en ese momento. 
La tarjeta de extensión Amiga "Rambrandt" de Progressive Peripherals & Software admite hasta cuatro TMS34020, para usar en simulaciones de realidad virtual .  El chip también se usó en la tarjeta gráfica Amiga A2410 que se encuentra en la estación de trabajo Unix basada en A2500 . 